# Современная медицина (газета)
«Современная медицина» — еженедельная медицинская газета второй половины XIX века, выходившая в Российской империи на русском языке.

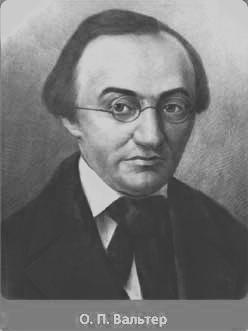
А. П. Вальтер (1845)

Газета «Современная медицина» была основана профессором Императорского университета Святого Владимира Александром Петровичем Вальтером в 1860 году в городе Киеве, который издавал её на собственные средства и на протяжении всего времени существования данного периодического печатного издания являлся её главным редактором. Некоторое время редактором газеты российский медик доктор Деньковский. У газеты было приложение под заглавием: «Клинические лекции и госпитальные отчеты». 
«Современная медицина» стала первым узкоспециализированным медицинским изданием в Малороссии. Более половины подписчиков журнала были медиками из Европы и России. Журнал пропагандировал физиологическое направление в медицине, критиковал состояние медико-санитарного дела в Российской империи, поднимал вопросы гигиены, питания, реформирования высшей школы и т.п.

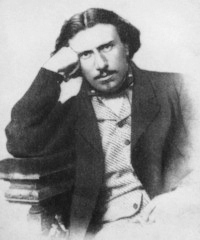
Николай Лесков (1860)

Программа «Современной медицины» вызвала жестокую критику в медицинских кругах; в Киеве вышла отдельная брошюра под заглавием «Современный взгляд на Современную медицину» (Киев, 1860), с резкими нападками на газету. Прежде всего подобная реакция была спровоцирована статьями Николая Семёновича Лескова, который в то время делал свои первые шаги в русской литературе; им были опубликованы статьи «О рабочем классе» и несколько заметок о врачах. Упомянутые статьи Лескова, обличавшие коррупцию полицейских врачей, привели к конфликту с сослуживцами: в результате организованной ими провокации Лесков, проводивший служебное расследование, сам был обвинен во взяточничестве и вынужден был оставить службу. Он даже получил прозвище «Выметальщик мусора» (намёк на пословицу «Не выноси сор из избы», которая призывает все разногласия решать в своей семье или ведомстве, а не обсуждать открыто). Уволенному Лескову терять уже было нечего, из «избы» его выгнали и потому он ответил на нападки еще в более жёсткой форме имея ввиду уже не только российскую медицину в целом, но и конкретных легкоузнаваемых по тексту персон. Как ни печально, но некоторые (если не большинство) из поднятых Лесковым, Филипповичем и другими авторами проблем актуальны для Российской Федерации и по сей день.
В 1876 году А. П. Вальтер переехал в столицу Царства Польского город Варшаву и уже там продолжил издавать «Современную медицину»; в 1880 году вышел последний номер газеты.